# Canale del calcio di tipo L
Il canale del calcio di tipo L è un tipo di canale del Ca++ voltaggio-dipendente. "L" sta per long lasting, ovvero duraturo in riferimento alla lunghezza dell'attivazione.
I canali del calcio di tipo L sono responsabili della normale contrattilità del miocardio e della muscolatura liscia vascolare. Il canale di tipo L è costituito da cinque subunità: subunità alfa-1, alfa-2, beta, gamma e delta.
Come per le altre proteine di questa classe, la subunità α1 è quella che determina la maggior parte delle proprietà del canale, oltre a essere il sito di legame per i calcio antagonisti. Questo canale si apre lasciando che un flusso di calcio lo attraversi portandosi all'interno della cellula. Una volta aperti questi canali si richiudono con lentezza e forniscono un flusso di Ca++ che perdura nel tempo. Sono i canali del calcio maggiormente diffusi nel muscolo cardiaco. La loro attivazione avviene nella fase ascendente del potenziale d'azione, a un valore di potenziale decisamente più positivo rispetto a quello che determina l'apertura dei canali del calcio di tipo T, approssimativamente a un valore di -20 mV. L'ingresso nella cellula di cariche positive (Ca++) è controbilanciato dalla fuoriuscita dalla cellula di altre cariche positive, ovvero da una corrente in uscita di K+.
I canali del calcio di tipo L sono particolarmente importanti in quanto rappresentano il sito di azione dei farmaci calcio antagonisti.

Tra questi farmaci si ricordano la nifedipina, l'amlodipina, e la lacidipina utilizzati come farmaci antipertensivi per la loro azione prevalente sulla muscolatura liscia vasale, e il verapamil o il diltiazem i quali sono impiegati in clinica come antiaritmici poiché agiscono in prevalenza sulle fibre muscolari miocardiche.

## Tipi di canali L
Sulla base delle isoforme della subunità α1 è possibile distinguere quattro diversi tipi di canali L.
- Scheletrico: subunità α1 di tipo S (Cav1.1), codificata dal gene CACNA1S.[5]
- Cardiaco: subunità α1 di tipo C (Cav1.2), codificata dal gene CACNA1C.
- Endocrino: subunità α1 di tipo D (Cav1.3), codificata dal gene CACNA1D.[6][7]
- Sensoriale: con subunità α1 di tipo F (Cav1.4), codificata dal gene CACNA1F.[8][9][10]

## Antagonisti dei canali tipo L
I canali del calcio di tipo L sono selettivamente bloccati dai cosiddetti farmaci calcio-antagonisti:
- benzotiazepine, cui appartiene chimicamente il diltiazem
- diidropiridine comprendenti, oltre alle già citate amlodipina e nifedipina, anche la nisoldipina, nicardipina e altre molecole.
- fenil-alchilamine tra cui si ricordano il gallopamil e il verapamil.